# Mitra poppei
Mitra poppei is een slakkensoort uit de familie van de Mitridae. De wetenschappelijke naam van de soort is voor het eerst geldig gepubliceerd in 2000 door Guillot de Suduiraut.